# Unión Tarapoto Fútbol Club
El Unión Tarapoto Fútbol Club, originalmente fundado como Club Social Deportivo Unión Tarapoto, es un club de fútbol peruano de la ciudad de Tarapoto en el departamento de San Martín. Fue fundado en 1955 y juega en la Copa Perú.
Su rival tradicional e histórico es el Deportivo Cali, con el cual protagoniza el Clásico tarapotino, al ser el otro equipo más popular de la ciudad.

## Historia

### Primeros años
El club fue fundado en 1955 inicialmente con el nombre de Cliper pero su primer presidente Francisco La Torre decidió cambiarle el nombre a Unión. Posteriormente, cuando asumió la presidencia del club un miembro del clero tarapotino, se modificó el nombre a Unión Católica.
Años después se volvió a modificar el nombre a Unión Zona Agraria y con esa denominación fue campeón departamental de San Martín en 1980 clasificando a la Etapa Regional de la Copa Perú. Participó de la Región III donde igualó el primer lugar con Deportivo Aviación de Loreto siendo eliminado en un partido extra donde perdió por 2-0.
Cuando al Unión Zona Agraria llega como presidente José Manuel Chong decide añadirle al nombre del club su ciudad de origen quedando su nombre actual Unión Tarapoto.

### Ascenso a Primera División
Tras lograr el título departamental en 1987, jugó la Etapa Regional de la Copa Perú 1988 donde obtuvo el ascenso a la Zona Oriente de la Primera División tras ganar 4-0 a Agricobank de Contamana.
Participó en la Primera División desde el Campeonato Descentralizado 1989, año en que logró el título del Campeonato Regional del Oriente bajo la dirección técnica del profesor Gustavo "Polaco" Merino, para ello tenía jugadores de trayectoria entre los que estaban Carlos Cano, Julio César Gonzáles, Julio Orbe, Manuel Pinchi, Ruller Ríos, Luis Lluncor, Evelio Sinti, Pedro Belber, Celso Castro, entre otros; en una campaña Regional del Oriente del primer semestre, pero no logró la clasificación a la Liguilla final tras perder un play-off con Unión Huaral por 2-1. En el Campeonato Descentralizado 1990 clasificó al Octogonal del Regional I donde enfrentó a Universitario de Deportes bajo la dirección técnica del Prof. La Torre Bartra quedando eliminados tras ser vencidos 5-0 en Lima y conseguir un empate a uno en Iquitos.

### La crisis y el descenso
Tras la reducción de equipos para el Campeonato Descentralizado 1992 fue ubicado en el Torneo Zonal donde no consiguió el pase a Primera División retornando a la Copa Perú.
En la Copa Perú 2007 clasificó a la Etapa Nacional, bajo la dirección técnica de Leonardo Morales, enfrentando en octavos de final al Juan Aurich de Chiclayo al que derrotó 2-1 en el partido de ida en Tarapoto. Sin embargo en la vuelta perdió por 2-0 siendo eliminado del torneo.

### Campaña en la Liga de Tarapoto 2011
Unión Tarapoto arrancó la temporada enfrentando a su clásico rival, el Deportivo Cali. Los verdolagas alargaron su supremacía de los últimos años y vencieron por 2-1. Ese triunfo le permitió colocarse, con un partido menos, como escolta de los líderes, sobre todo de la UNSM que por varias fechas no se soltó de la punta. Recién pudo desplazarlo en la octava fecha, tras golear a Sporting Cristal y aprovechar el descalabro sufrido por la UNSM ante UCV Tarapoto. Sin embargo, a la fecha siguiente, la última de la fase regular, la UCV Tarapoto le asestó un duro golpe al golearlo por 3-0 y le hizo perder la punta. En la liguilla final, no pudo retomar el primer lugar y se quedó con el subcampeonato ante la decisión de la Liga Distrital de obviar el desarrollo de la última joranada. Ya en la Provincial, tuvo un inicio prometedor en la Serie C de la primera fase, pero no pudo llegar a instancias finales ante el mejor desempeño de los equipos de San Martín: Sport San Juan y CD Santa Rosa.

### Campaña en la Liga de Tarapoto 2012
En el 2012, 'Verdolagas' terminó segundo en su Liga Distrital y así accedió a la Etapa Provincial, en la cual no llegó muy lejos, pues fue eliminado contundentemente a manos de Deportivo Santos.

### Ascenso a Segunda División
En la Copa Perú 2015 clasificó como subcampeón departamental a la Etapa Nacional donde llegó hasta cuartos de final siendo eliminado por Alfredo Salinas tras caer 1-0 como local y empatar 1-1 como visitante. Tras esa campaña fue invitado a participar en la Segunda División Peruana 2016 pero fue separado del torneo luego de la fecha 13 por deudas.

### Resurgimiento
El equipo fue relanzado en 2017 como Nuevo Unión Tarapoto Fútbol Club empezando su participación en la Liga Distrital de Tarapoto.

### Copa Perú 2018
En el 2018 logró ser campeón distrital, campeón provincial y campeón departamental alcanzando la etapa Nacional en el que alcanzó llegar a la etapa de repechajes eliminado por el Credicoop San Román.

### Copa Perú 2023
En la Copa Perú 2023 llegó hasta la etapa Nacional en el que alcanzó llegar a la etapa de repechajes donde fue eliminado en octavos de final por Juan Pablo II College.

## Uniforme
- Uniforme titular: Camiseta blanca, pantalón blanco, medias verdes.
- Uniforme alternativo: Camiseta verde, pantalón verde, medias blancas.

### Uniforme titular
| 2016 | 2019 | 2020 |

### Uniforme alterno
| 2016 |

### Indumentaria y patrocinadores
| Período       | Proveedor |
| ------------- | --------- |
| 2015          | Real      |
| 2016-presente | NewLife   |

| Período       | Proveedor  |
| ------------- | ---------- |
| 2015          | Grifo Riso |
| 2016-presente | Vistony    |

## Estadio
Estadio Municipal Carlos Vidaurre García es un estadio de usos múltiples en Tarapoto. Actualmente se utiliza para los partidos de fútbol de Copa Perú. El estadio tiene una capacidad de 7.000 espectadores.

Estadio Carlos Vidaurre García (2015)

## Rivalidades

### Clásico de Tarapoto
El rival tradicional de Unión Tarapoto es el Social Deportivo Cali. Encuentro futbolístico de larga historia en el fútbol Tarapotino. El origen de la rivalidad entre ambos se dio precisamente a partir de la década del sesenta, debido a los continuos enfrentamientos y disputas que empezaron a protagonizar por el título. La rivalidad entre ambos fue creciendo con el paso de los años, hasta ser considerado como el "clásico tarapotino". Como curiosidad, habría que mencionar que Deportivo Cali no viste como el idéntico equipo colombiano, sino más bien su indumentaria es de color amarillo y negro, cosa distinta a la de su rival, Unión Tarapoto, que precisamente tiene una indumentaria muy similar a del verdadero Deportivo Cali de Colombia: camiseta verde, short blanco y medias verdes.

## Datos del club
- Fundación:  13 de noviembre de 1955
- Temporadas en Primera División: 3 (1989-1991)
- Temporadas en Segunda División: 1 (2016)
- Mayor goleada conseguida:
  - En campeonatos nacionales de local: Unión Tarapoto 10:1 Atlético Hospital (2023)
  - En campeonatos nacionales de visita:
- Mayor goleada recibida:
  - En campeonatos nacionales de local: Unión Tarapoto 1:3 Sport Loreto (1 de mayo del 2016)
  - En campeonatos nacionales de visita: Universitario 5:0 Unión Tarapoto (6 de enero de 1991)

## Jugadores

### Jugador histórico
- Miguel Trauco. Formado en el club. Es internacional con la selección peruana de fútbol e integra las filas del San José Earthquakes, en la MLS de Estados Unidos.

## Entrenadores
Club Social Deportivo Unión Tarapoto
- Gustavo Merino Vigil (1989)
- La Torre Bartra (1990)
- Leonardo Morales Bazán (2004-2010)
- Prisco Vernazza Divizzia (2011-2012)
- Max Rengifo (2013)
- Prisco Vernazza (2013-2014)
- Leonardo Morales Bazán (2015)
- Martín Dall’Orso / Manuel Arévalo / Carlos Fernández (2015)
- Mauro Reyes (2016)
- Edward Mafla (2016)
- David Escudero (Interino) (2016)

Nuevo Unión Tarapoto Fútbol Club
- Leonardo Morales Bazán (2017-2018)
- Prisco Vernazza Divizzia (2019)
- Wilber Huaynacari (2019)
- Gabino Rojas Vela (2020)
- Leonardo Morales Bazán (2021)
- Gabino Rojas Vela (2022)
- Renato Rully García (2023)
- Vladimir Vargas (2024)
- Ronald "banana" Ruiz (2025)

## Palmarés

### Torneos regionales
| Competición regional                     | Títulos                                               | Subcampeonatos          |
| ---------------------------------------- | ----------------------------------------------------- | ----------------------- |
| Campeonato Regional - Zona Oriente (2/0) | 1989-I, 1990-II.                                      |                         |
| Liga Departamental de San Martín (5/4)   | 1979, 1980, 1987, 2009, 2018.                         | 1994, 2007, 2015, 2023. |
| Liga Provincial de San Martín (6/2)      | 2007, 2009, 2015, 2018, 2023, 2024.                   | 2010, 2019.             |
| Liga Distrital de Tarapoto (9/1)         | 1979, 1987, 2009, 2010, 2015, 2017, 2018, 2019, 2023. | 2012.                   |